# Lubusz e Pomerânia Ocidental (círculo eleitoral)
Nas eleições europeias, Lubusz e Pomerânia Ocidental (em polonês/polaco:  lubuskiego i zachodniopomorskiego) é um círculo eleitoral do Parlamento Europeu. Consiste na Voivodia de Lubusz e na Voivodia da Pomerânia Ocidental.

## Nomenclatura
A legislação polaca ("Lei de 23 de janeiro de 2004 sobre Eleições para o Parlamento Europeu") que estabelece os círculos eleitorais não fornece nomes formais aos círculos eleitorais. Em vez disso, cada círculo tem um número, descrição territorial e localização da Comissão Eleitoral do Grupo Constituinte. A Comissão Eleitoral Nacional da Polónia de 2004 e o sítio Web das Eleições do Parlamento Europeu de 2004 utilizam a descrição territorial quando se referem ao círculo eleitoral, e não à localização da comissão eleitoral.